# Роже I Сицилиански
Роже I дьо Отвил (на френски: Roger I de Hauteville; на италиански: Ruggero d'Altavilla или Ruggero I di Sicilia; на латински: Rogerius de Altavilla, * 1031, Херцогство Нормандия; † 22 юни 1101, Милето, Апулия и Калабрия) е нормански велик граф на Сицилия (1061 – 1101) от рода Отвили.

## Биография
Той е най-малкият син на Танкред дьо Отвил (980 – 1041) и втората му съпруга Фресенда. По-малък брат е на Робер Гискар.
Роже дели с брат си Робер Гискар завладяването на Калабрия и с договор („Kondominium“) през 1062 г. братята определят всеки да притежава половината от всеки замък и всеки град в Калабрия. През януари 1072 г. братята завладяват Палермо.
Роже I умира в Милето на 22 юни 1101 г. и е погребан там в манастирската църква Света Троица.

## Семейство
Роже се жени три пъти. Първата му съпруга е Юдит († 1076), дъщеря на граф Гийом от Еврьо и Хависа. Втората му съпруга е Еремберга († 1087), дъщеря на граф Роберт дьо Мортен. Третата му съпруга от 1089 г. е Аделхайд Савонска дел Васто (1072 – 1118) от род Алерамичи, дъщеря на маркграф Манфред I дел Васто († 1079) от Савона.
С първата и втората си съпруга той има няколко деца, между тях:
- Матилда, ∞ Раймон IV, граф на Тулуза († 1105)
- Фелиция († ок. 1102), ∞ 1097 Калман, крал на Унгария († 1116)
- Констанца (1082 – 1138), ∞ 1095 Конрад (1074 – 1101), херцог на Долна Лотарингия, немски крал, син на император Хайнрих IV

От третата си съпруга Рожер I има два сина, които стават негови наследници, понеже синовете му от предишните му бракове умират преди него.
- Симон (1093 – 1105), граф на Сицилия
- Роже II (1095 – 1154), от 1130 г. крал на Сицилия